# Генезис артезіанських вод

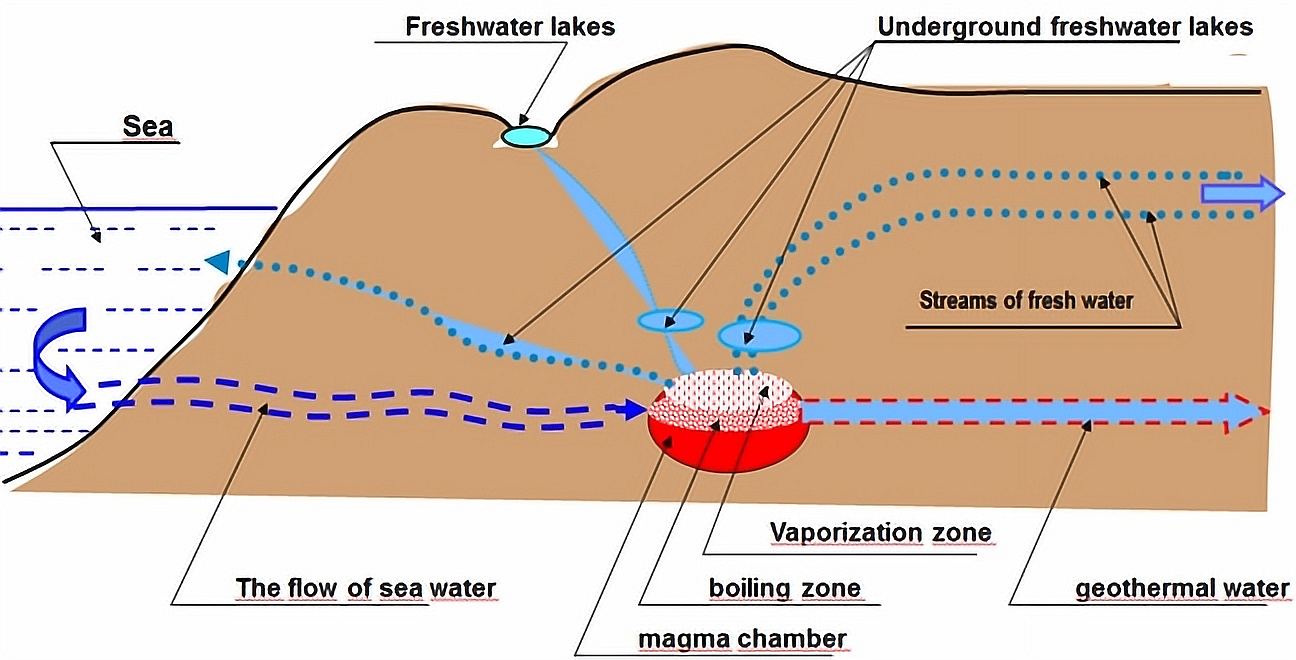
Формування артезіанської води, рис.1

Генезис артезіанських вод (англ. Genesis of artesian waters).
Людство вступило в епоху дефіциту прісних вод. І питання походження цих вод, та методи ефективного пошуку підземних прісних вод стають основоположними для оцінки перспектив водозабезпечення населення Землі не тільки в теоретичному, а також у прикладному значенні.
Оцінки світових запасів артезіанських вод і кардинальне питання їх можливого виснаження залежать від теорії походження цих вод.
На сьогодні існує низка теорій походження глибинних вод: гідрогеологічна теорія, інфільтраційна, конденсаційна, ювенільна, похованих вод та магматогенна. Водночас жодна з цих теорій не може дати чіткого розуміння генезису артезіанських вод і ясного пояснення багатьох феноменів глибинних прісних вод.
У авторів класичної античності, таких як Платон, переважала думка, що води океану через «тартар» — великий отвір у глибинах океану — проникають у надра землі, а потім, після більш-менш тривалого підземного переходу, знову виходять на поверхню у вигляді криничних джерел.
У XVII столітті Декарт вважав, що морська вода підземними каналами потрапляє в порожнечі в глибині землі і там перетворюється на пару під впливом тепла земного ядра, потім піднімаються пари, охолоджуються в поверхневих частинах земної кори, конденсуються і витікають назовні у вигляді криничних джерел.
Ідеї Платона і Декарта пов'язують підземні води з морською водою. Однак механізм, за допомогою якого морська вода перетворюється на прісну, є дуже спекулятивним.
Теорія ювенільного походження води, запропонована Е. Зюссом у 1902 році, передбачає виділення води з магми під час її взаємодії з земною корою.
Поєднавши ідеї Р. Декарта та Е. Зюсса, отримуємо два постулати, які лягли в основу вулканічно-морською парадигми генезису артезіанської води,[1]: 
- Матеріальною основою для створення глибоких прісних вод є морська вода,
- Закипання морської води відбувається природним чином у напівзгаслих магматичних камерах вулканів, куди вона потрапляє під тиском через зони розломів у земній корі.

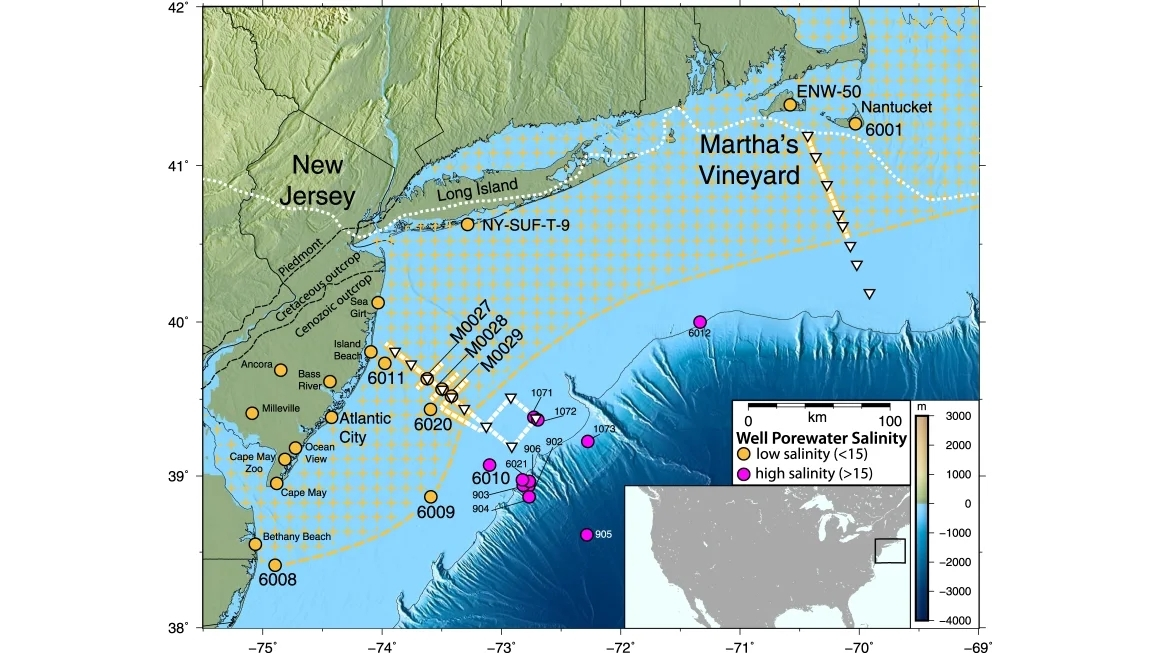
система підводних водоносних горизонтів, рис.2

Вулканічно-морська парадигма (рис.1) логічно пояснює низку нерозв'язних для інших теорій феноменів глибинних прісних вод. До таких явищ належать, наприклад, оазиси, заповнені буйною рослинністю в пустелях, система підводних водоносних горизонтів, розташованих, зокрема, на континентальному шельфі США протяжністю близько 350 км (рис. 2),[2]. 
Інший приклад: прісноводні осетрові риби успішно мешкають у солоному Каспійському морі, розташовуючись у зручних зонах прісноводної еклінізації[невідомий термін].
Основні висновки, що випливають з вулканічно-морської парадигми:
1. Артезіанські води є відновлюваними,
2. Глибинні ресурси прісної води включені у природний кругообіг води так само, як і підземні води,
3. Проблема видобутку питної артезіанської води - це не ресурсна проблема людства, а технологічна проблема.

Таким чином, розробка та впровадження ефективних методів розвідки артезіанських вод є запорукою вирішення проблем забезпечення населення посушливих регіонів питною водою, покращення умов вирощування сільськогосподарської продукції в цих регіонах, а також вирішення глобального механізму "Вода ООН" для населення планети Земля.